# Pseudophilomedes polyancistra
Pseudophilomedes polyancistra is een mosselkreeftjessoort uit de familie van de Philomedidae. De wetenschappelijke naam van de soort is voor het eerst geldig gepubliceerd in 1984 door Kornicker.